# Felipe (Fußballspieler, 1989)
Felipe, mit vollem Namen Felipe Augusto de Almeida Monteiro (* 16. Mai 1989 in Mogi das Cruzes), ist ein ehemaliger brasilianischer Fußballspieler, der zuletzt für den englischen Erstligisten Nottingham Forest als Innenverteidiger spielte. Zwischen 2018 und 2020 bestritt er zwei Länderspiele für die brasilianische Fußballnationalmannschaft.

## Karriere

### Verein
Felipe wechselte 2011 von União FC zum SC Corinthians, wo er 2012 Weltpokalsieger und 2015 brasilianischer Meister wurde. Für den Verein absolvierte er insgesamt 53 Ligaspiele.
2016 wechselte er zum FC Porto. Er absolvierte sein Debüt in der Primeira Liga am 12. August 2016 gegen Rio Ave FC und erzielte am 28. August sein erstes Tor bei einem Auswärtsspiel gegen Sporting Lissabon. Er konnte sich bereits in seinem ersten Jahr als Stammspieler etablieren. In der folgenden Saison 2017/18 gewann er mit Porto die portugiesische Meisterschaft.
Zur Saison 2019/20 wechselte Felipe in die spanische Primera División zu Atlético Madrid. Er unterschrieb einen Vertrag mit einer Laufzeit bis zum 30. Juni 2022. Nach einem dritten Platz im ersten Jahr gewann der als Stammspieler in der Abwehr agierende Felipe in der Saison 2020/21 die spanische Meisterschaft. In der Hinrunde der Primera División 2022/23 wurde der mittlerweile 33-jährige Brasilianer nur noch selten eingesetzt und wechselte daraufhin am 31. Januar 2023 zum englischen Erstligisten Nottingham Forest. In Nottingham erhielt Felipe einen bis Juni 2024 gültigen Vertrag. Nach dem Ablauf seines Vertrages gab Felipe das Ende seiner Spielerkarriere bekannt.

### Nationalmannschaft
Felipe wurde im März 2016 für ein Spiel der FIFA WM-Qualifikation gegen Paraguay erstmals für Brasilien nominiert, womit er den gesperrten David Luiz ersetzte. In der Partie kam er über die Rolle eines Reservespielers nicht hinaus. Sein Debüt für die brasilianische Nationalmannschaft gab er am 11. September 2018 bei einem 5:0-Sieg gegen El Salvador.

## Erfolge
SC Corinthians
- Klub-Weltmeister: 2012
- Recopa Sudamericana: 2013
- Staatsmeister von São Paulo: 2013
- Brasilianischer Meister: 2015

FC Porto
- Portugiesischer Meister: 2017/18
- Portugiesischer Supercupsieger: 2018

Atlético Madrid
- Spanischer Meister: 2021

Auszeichnungen
- Primeira Liga: Auswahl des Jahres 2018